# Гаметангий
Гаметангий — орган полового размножения у растений, в котором развиваются половые клетки. У водорослей и грибов гаметангием называют клетку, в которой образуются подвижные половые элементы — гаметы.
Женские гаметангии называются архегониями, мужские гаметангии называются антеридиями.
Гаметангии развиваются на гаметофите.
У некоторых грибов гаметангием являются многоядерные клетки, содержимое которых, не дифференцированное на гаметы, сливается при половом процессе. У низших растений содержимое гаметангий иногда не дифференцировано на отдельные гаметы и в этом случае при половом процессе происходит слияние целых гаметангий.